# Igreja Livre Australiana
A Igreja Livre Australiana (ILA) - em Inglês: Australian Free Church - formam uma denominação reformada presbiteriana, conservadora fundada na Austrália, em 1979, por um grupo de igrejas que se separaram da Igreja Presbiteriana da Austrália Oriental.

## História
As igrejas presbiterianas são oriundas da Reforma Protestante do século XVI. São as igrejas cristãs protestantes que aderem à teologia reformada e cuja forma de organização eclesiástica se caracteriza pelo governo de assembleia de presbíteros. O governo presbiteriano é comum nas igrejas protestantes que foram modeladas segundo a Reforma protestante suíça, notavelmente na Suíça, Escócia, Países Baixos, França e porções da Prússia, da Irlanda e, mais tarde, nos Estados Unidos.
Em 1979, o Rev. Eric Turnbull (1928-2013) foi removido do cargo de ministro da Igreja Presbiteriana da Austrália Oriental porque "se recusou a deixar de ensinar que a Bíblia do Rei Jaime é a própria Palavra de Deus com a exclusão de outras traduções". Consequentemente, no mesmo ano, o pastor e a maior parte da congregação que ele servia formaram a Igreja Livre Australiana.
Em 1994, a Igreja Livre Australiana solicitou a adesão à Igreja Presbiteriana Livre da Escócia, mas sua inscrição foi recusada. Em 2002 a denominação organizou formalmente seu primeiro presbitério.

## Doutrina
A ILA subscreve a Confissão de Fé de Westminster, Catecismo Maior de Westminster e Breve Catecismo de Westminster. Além disso, a denominação não permite a ordenação de mulheres, pratica a salmodia exclusiva e proíbe o uso de instrumentos musicais nos cultos públicos. A denominação se diferencia de outras do país por usar apenas a Bíblia do Rei Jaime em seu púlpito e acreditar que ela é a versão mais fiel da Bíblia em inglês.

## Relações Inter-eclesiásticas
A denominação tem relações inter-eclesiásticas com a a Igreja Livre da Escócia (Continuada) e a Igreja Presbiteriana do Sul da Tasmânia.